# Avances en Química
Avances en Química es una publicación venezolana cuatrimestral multidisciplinaria en el área de la química, de carácter científico, técnico y divulgativo, cuyo objetivo fundamental es contribuir a la difusión de información científica y técnica de cualquier área de la química. La revista tiene archivos en línea desde 2006 y está auspiciada por la Universidad de los Andes, Mérida, Venezuela.

## Temática y alcance
Es una publicación cuatrimestral multidisciplinaria, de carácter científico, técnico y divulgativo, cuyo objetivo fundamental es contribuir a la difusión de información científica y técnica de cualquier área de la química. Asimismo, otros objetivos de Avances en Química son: incentivar la investigación en química en el ámbito latinoamericano y proveer un medio para la rápida publicación de resultados relevantes en investigación; y promover la interacción de la sociedad con los fines de lograr agregar valor a la materia prima en la región.

## Bases de datos
Está citada en diversos archivos bibliográficos tales como Latindex, Redalyc, Dialnet, Revencyt, DOAJ o Scopus.